# Tua moglie ad ogni costo
Tua moglie ad ogni costo (The Demi-Bride) è un film muto del 1927 diretto da Robert Z. Leonard.

## Trama
La vivace Criquette si innamora di Philippe, un elegante rappresentante della buona società parigina e cerca, in ogni modo, di attirare su di sé le sue attenzioni. Quando poi la ragazza scopre che la sua matrigna, Madame Girard, ha una relazione proprio con Philippe, usa l'informazione per "ricattare" l'uomo che ama, ottenendo di farsi sposare da lui. Ben presto, il novello marito si fa prendere al laccio dalle deliziose moine della giovane sposa e ricambia il suo amore. Così, quando una sua ex gli si infila nel letto, non ha nessun dubbio nel restare fedele alla moglie.

## Produzione
Le riprese del film, prodotto dalla Metro-Goldwyn-Mayer (MGM) con il titolo di lavorazione His Last Affair, terminarono a fine dicembre 1926.

## Distribuzione
Distribuito dalla Metro-Goldwyn-Mayer (MGM), il film uscì nelle sale cinematografiche statunitensi il 19 febbraio 1927. Il copyright del film, richiesto dalla Metro-Goldwyn-Mayer Distributing Corp., fu registrato il 2 marzo 1927 con il numero LP23717.
In Italia, distribuito dalla Metro Goldwyn nel 1927 con il visto di censura numero 23695.
Non si conoscono copie ancora esistenti della pellicola che viene considerata presumibilmente perduta.